# Entodon micans
Entodon micans är en bladmossart som beskrevs av Theodor Carl Karl Julius Herzog 1916. Entodon micans ingår i släktet Entodon och familjen Entodontaceae. Inga underarter finns listade i Catalogue of Life.